# Zebastian Modin
Pour les articles homonymes, voir Modin.
Zebastian Tintin Modin, né le 20 juin 1994, est un biathlète et fondeur non voyant de haut niveau au sein de l’équipe de Suède handisport de ski nordique.

## Palmarès

### Jeux paralympiques d'hiver
- Jeux paralympiques d'hiver de 2018
  -  Médaille d'argent au sprint 1,5 km

- Jeux paralympiques d'hiver de 2014
  -  Médaille d'argent au sprint 1 km
  -  Médaille d'argent au relai mixte 4 x 2.5 km
  -  Médaille de bronze dans le 20 km classique
- Jeux paralympiques d'hiver de 2010
  -  Médaille de bronze au sprint 1 km classique